# Georges Ohsawa
Georges Ohsawa, pseudonimo di Nyoichi Sakurazawa (櫻澤 如一; Kyoto, 18 ottobre 1893 – Tokyo, 23 aprile 1966), è stato uno scrittore giapponese, divulgatore in Occidente delle antiche teorie cinesi.
Quando si trasferì in Europa usò diversi nomi come Musagendo Sakurazawa, Nyoiti Sakurazawa, e Yukikazu Sakurazawa.
Autodidatta, contribuì in maniera determinante alla diffusione di tradizioni orientali quali l'arte del tè, il bonsai, il judo, l'agopuntura e della filosofia estremo-orientale, ivi compresa la medicina tradizionale cinese.
Esemplare studioso dell'antica teoria cinese dello Yin e Yang (da lui stesso definita "gli occhiali magici"), che è la base di tutte le filosofie estremo-orientali, ha portato le conoscenze dell'agopuntura in occidente sin dagli anni '20 del secolo scorso.
È l'inventore della macrobiotica.